# Riesgo de infección
El riesgo de infección es un diagnóstico enfermero que se define como «el estado en que el individuo está en riesgo de ser invadido por un agente oportunista o patogénico (virus, hongos, bacterias, protozoos, u otros parásitos) de fuentes endógenas o exógenas» y fue aprobado por la NANDA en 1986. Aunque cualquiera puede resultar infectado por un agente patógeno, los pacientes con este diagnóstico tienen un riesgo elevado y se deben considerar controles extra contra la infección.